# Pakistanische Cricket-Nationalmannschaft in Neuseeland in der Saison 2000/01
Die Tour der pakistanischen Cricket-Nationalmannschaft nach Neuseeland in der Saison 2000/01 fand vom 17. Februar bis zum 27. März 2001 statt. Die internationale Cricket-Tour war Teil der internationalen Cricket-Saison 2000/01 und umfasste drei Test Matches und fünf ODIs. Neuseeland gewann die ODI-Serie 3–2, die Testserie ging 1–1 aus.

## Vorgeschichte
Neuseeland bestritt zuvor eine Tour gegen Sri Lanka, Pakistan gegen England.
Das letzte Aufeinandertreffen der beiden Mannschaften bei einer Tour fand in der Saison 1996/97 in Pakistan statt.

## Stadien
Für die Tour wurden folgende Stadien als Austragungsorte vorgesehen und am 15. September 2000 bekanntgegeben.
| Stadion                     | Stadt        | Kapazität | Spiele          |
| --------------------------- | ------------ | --------- | --------------- |
| Eden Park                   | Auckland     | 50.000    | 1. ODI; 1. Test |
| Jade Stadium                | Christchurch | 38.628    | 4. ODI; 2. Test |
| Carisbrook                  | Dunedin      | 29.000    | 5. ODI          |
| Seddon Park                 | Hamilton     | 10.000    | 3. Test         |
| McLean Park                 | Napier       | 22.500    | 2. ODI          |
| Wellington Regional Stadium | Wellington   | 34.500    | 3. ODI          |

## Kader
Pakistan benannte seinen ODI-Kader am 3. Februar und seinen Test-Kader am 2. März 2001.
Neuseeland benannte seinen Test-Kader am 26. Februar 2001.
| Test | Test | ODI | ODI |
| Neuseeland | Pakistan | Neuseeland | Pakistan |
| --- | --- | --- | --- |
| - Stephen Fleming (K) - Nathan Astle - Matthew Bell - Grant Bradburn - Chris Drum - James Franklin - Craig McMillan - Chris Martin - Adam Parore (wk) - Mark Richardson - Mathew Sinclair - Daryl Tuffey - Paul Wiseman | - Moin Khan (K & wk) - Faisal Iqbal - Fazl-e-Akbar - Humayun Farhat - Ijaz Ahmed - Imran Farhat - Inzamam-ul-Haq - Misbah-ul-Haq - Mohammad Akram - Mohammad Sami - Mohammad Yousuf - Mushtaq Ahmed - Saleem Elahi - Saqlain Mushtaq - Waqar Younis - Younis Khan - Yousuf Youhana | - Stephen Fleming (K) - Nathan Astle - James Franklin - Chris Harris - Chris Martin - Craig McMillan - Jacob Oram - Adam Parore (wk) - Daryl Tuffey - Roger Twose - Daniel Vettori - Lou Vincent | - Moin Khan (K & wk) - Abdul Razzaq - Azhar Mahmood - Imran Farhat - Imran Nazir - Inzamam-ul-Haq - Mohammad Yousuf - Saeed Anwar - Saleem Elahi - Saqlain Mushtaq - Shahid Afridi - Shoaib Akhtar - Waqar Younis - Wasim Akram - Yousuf Youhana |

## Tour Matches
| 3. – 5. März Scorecard | Lincoln | Pakistanis 100 (48.4) & 124 (33.3)                 | – | Neuseeland A 278 (76.5) |
|                        |         | Neuseeland A gewinnt mit einem Innings und 54 Runs |   |                         |

| 22. – 24. März Scorecard | Wellington | Pakistanis 175 (62.2) & 340-7 (92) | – | Wellington 343-8d (101.3) |
|                          |            | Remis                              |   |                           |

## One-Day Internationals

### Erstes ODI in Auckland
| 17./18. Februar Scorecard | Auckland | Neuseeland 149 (35.3)          | – | Pakistan 150-4 (45) |
|                           |          | Pakistan gewinnt mit 6 Wickets |   |                     |

Auf Grund von schlechtem Wetter wurde das Spiel auf den Reservetag verlegt.

### Zweites ODI in Napier
| 20. Februar Scorecard | Napier | Pakistan 135 (50)                | – | Neuseeland 136-4 (30.3) |
|                       |        | Neuseeland gewinnt mit 6 Wickets |   |                         |

### Drittes ODI in Wellington
| 22. Februar Scorecard | Wellington | Pakistan 243-9 (50)          | – | Neuseeland 215 (48.2) |
|                       |            | Pakistan gewinnt mit 28 Runs |   |                       |

### Viertes ODI in Christchurch
| 25. Februar Scorecard | Christchurch | Neuseeland 284-5 (50)           | – | Pakistan 146 (47) |
|                       |              | Neuseeland gewinnt mit 138 Runs |   |                   |

### Fünftes ODI in Dunedin
| 28. Februar Scorecard | Dunedin | Pakistan 285 (49.3)              | – | Neuseeland 290-6 (48.1) |
|                       |         | Neuseeland gewinnt mit 4 Wickets |   |                         |

## Test Matches

### Erster Test in Auckland
| 8. – 12. März Scorecard | Auckland | Pakistan 346 (106) & 336-5d (103) | – | Neuseeland 252 (96.4) & 131 (59.4) |
|                         |          | Pakistan gewinnt mit 299 Runs     |   |                                    |

### Zweiter Test in Christchurch
| 15. – 19. März Scorecard | Christchurch | Neuseeland 476 (156) & 196-1d (73) | – | Pakistan 571-8d (210) |
|                          |              | Remis                              |   |                       |

### Dritter Test in Hamilton
| 27. – 30. März Scorecard | Hamilton | Pakistan 104 (26.5) & 118 (49.5)                  | – | Neuseeland 407-4d (112.2) |
|                          |          | Neuseeland gewinnt mit einem Innings und 185 Runs |   |                           |

Pakistan wurde auf Grund zu langsamer Spielweise eine Geldstrafe auferlegt.

## Statistiken
Die folgenden Cricketstatistiken wurden bei dieser Tour erzielt.
| Tests           | Tests      | Tests   | Tests   | Tests   | Tests   | Tests   | Tests   | Tests   |
| Batting         | Batting    | Batting | Batting | Batting | Batting | Batting | Batting | Batting |
| Spieler         | Mannschaft | Spiele  | Innings | Runs    | Average | HS      | 100s    | 50s     |
| --------------- | ---------- | ------- | ------- | ------- | ------- | ------- | ------- | ------- |
| Mathew Sinclair | Neuseeland | 3       | 5       | 325     | 108,33  | 204*    | 1       | 1       |
| Yousuf Youhana  | Pakistan   | 3       | 5       | 312     | 62,40   | 203     | 1       | 1       |
| Mark Richardson | Neuseeland | 3       | 5       | 285     | 71,25   | 106     | 1       | 2       |
| Younis Khan     | Pakistan   | 3       | 5       | 280     | 70,00   | 149*    | 1       | 1       |
| Matthew Bell    | Neuseeland | 3       | 5       | 248     | 49,60   | 105     | 1       | 1       |
| Bowling         |            |         |         |         |         |         |         |         |
| Spieler         | Mannschaft | Spiele  | Overs   | Wickets | Average | BBI     | 5W      | 10W     |
| Daryl Tuffey    | Neuseeland | 3       | 129.5   | 16      | 23,00   | 4/39    | 0       | 0       |
| Chris Martin    | Neuseeland | 3       | 100     | 12      | 35,33   | 4/52    | 0       | 0       |
| Saqlain Mushtaq | Pakistan   | 3       | 148.4   | 11      | 30,18   | 4/24    | 0       | 0       |
| Mohammad Sami   | Pakistan   | 2       | 93.4    | 8       | 30,62   | 5/36    | 1       | 0       |
| James Franklin  | Neuseeland | 2       | 54.5    | 7       | 21,42   | 4/26    | 0       | 0       |

| ODIs           | ODIs       | ODIs    | ODIs    | ODIs    | ODIs    | ODIs    | ODIs    | ODIs    |
| Batting        | Batting    | Batting | Batting | Batting | Batting | Batting | Batting | Batting |
| Spieler        | Mannschaft | Spiele  | Innings | Runs    | Average | HS      | 100s    | 50s     |
| -------------- | ---------- | ------- | ------- | ------- | ------- | ------- | ------- | ------- |
| Craig McMillan | Neuseeland | 5       | 5       | 247     | 82,33   | 104*    | 1       | 1       |
| Nathan Astle   | Neuseeland | 5       | 5       | 240     | 48,00   | 119     | 1       | 1       |
| Yousuf Youhana | Pakistan   | 5       | 5       | 160     | 40,00   | 68      | 0       | 1       |
| Abdul Razzaq   | Pakistan   | 5       | 5       | 149     | 29,80   | 50      | 0       | 1       |
| Saeed Anwar    | Pakistan   | 5       | 5       | 119     | 23,80   | 57      | 0       | 1       |
| Bowling        |            |         |         |         |         |         |         |         |
| Spieler        | Mannschaft | Spiele  | Overs   | Wickets | Average | BBI     | 5W      | 10W     |
| Daryl Tuffey   | Neuseeland | 5       | 44      | 13      | 15,23   | 4/24    | 0       | 0       |
| Wasim Akram    | Pakistan   | 5       | 44.2    | 8       | 23,87   | 3/41    | 0       | 0       |
| Shoaib Akhtar  | Pakistan   | 3       | 17.1    | 7       | 14,57   | 5/19    | 1       | 0       |
| Waqar Younis   | Pakistan   | 5       | 43      | 7       | 31,28   | 3/66    | 0       | 0       |
| Chris Harris   | Neuseeland | 5       | 46      | 6       | 21,16   | 2/31    | 0       | 0       |
| Abdul Razzaq   | Pakistan   | 5       | 40.3    | 6       | 29,33   | 3/41    | 0       | 0       |

## Player of the Match
Als Player of the Match wurden die folgenden Spieler ausgezeichnet.
| Spiel   | Player of the Match |
| ------- | ------------------- |
| 1. Test | Mohammad Sami       |
| 2. Test | Mathew Sinclair     |
| 3. Test | Daryl Tuffey        |
| 1. ODI  | Shoaib Akhtar       |
| 2. ODI  | Daryl Tuffey        |
| 3. ODI  | Saqlain Mushtaq     |
| 4. ODI  | Craig McMillan      |
| 5. ODI  | Nathan Astle        |